# سیارک ۴۴۷۳
سیارک ۴۴۷۳ (به انگلیسی: 4473 Sears، نامگذاری:1981DE2) چهار هزار و چهارصد و هفتاد و سومین سیارک کشف شده‌است که در ۲۸ فوریه ۱۹۸۱ کشف شد.
قدر مطلق سیارک برابر ۱۲٫۷۰ است.